# Bowen (Queensland)
Pour les articles homonymes, voir Bowen.
Bowen (7 484 habitants) est une ville côtière du nord-est de l'Australie, située dans l'État du Queensland à 1 130 km au nord de Brisbane, à mi-distance entre Townsville et Mackay.
L'économie variée et prospère de la ville repose sur l'agriculture (maraichage, mangues, élevage de bovins), la pêche, le tourisme et l'industrie minière.
Ville en région tropicale, sous les alizés, Bowen connait un climat agréable avec des précipitations relativement modérées (802 mm par an).
Un projet de site de lancement est en développement près de la ville par l'entreprise australienne Gilmour Space et permettrait d'accueillir le lancement de sa fusée Eris dès 2023.

## Personnalité
- James Morrill (1824-1865), marin naufragé britannique, mort à Bowen.

## Galerie

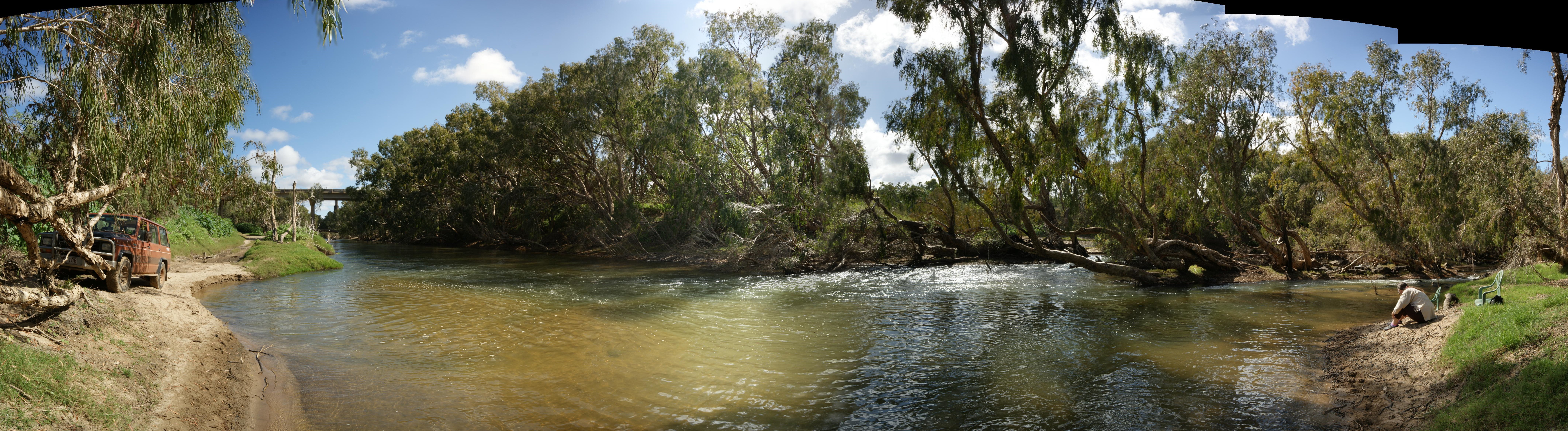
La rivière. Attention aux crocodiles de mer!

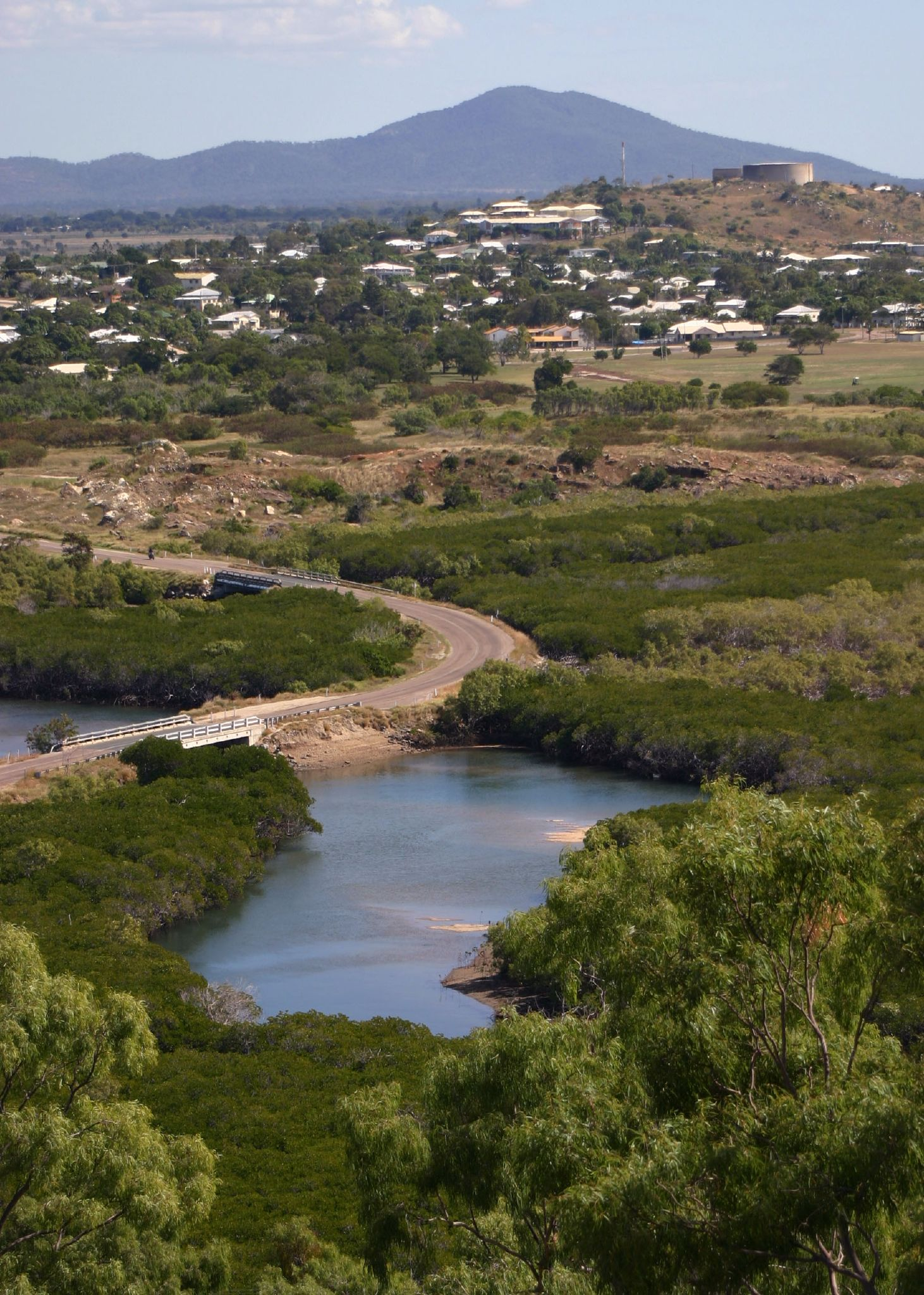
Vue de Flagstaff Hill